# Simon Kohler

Simon Kohler

Simon Kohler (* 26. September 1916 in Glovelier; † 20. April 1990 in Pruntrut) war ein Schweizer Politiker (FDP).
Kohler begann seine politische Laufbahn 1943 als Gemeinderat der Gemeinde Courgenay, deren Gemeindepräsident er von 1947 bis 1966 war. Von 1946 bis 1959 sass er im Grossen Rat des Kantons Bern. Kohler war von 1959 bis 1975 Nationalrat und 1974/75 dessen Präsident. Von 1966 bis 1978 stand er als Regierungsrat der bernischen Erziehungsdirektion vor. Er war auch Präsident der jurassischen FDP und der Schweizerischen Hochschulkonferenz.